# Dragon Warrior: Legend of the Hero Abel
Dragon Quest ~Legend of the Hero Abel~ (яп. ドラゴンクエスト～勇者アベル伝説～ Драгон квест: Легенда о герое Абеле) — японский аниме-сериал, выпущенный студией Studio Comet по мотивам игровой серии Dragon Quest. Транслировался по телеканалу Fuji TV с 2 декабря 1989 года по 4 апреля 1991 года. Всего выпущено 43 серии аниме. Сериал был дублирован на английском языке и также транслировался на территории Филиппин. 13 первых серий были дублированы на английском языке компанией Saban Entertainment и показаны на территории США.

## Сюжет
Действие происходит во вселенной игры Dragon Quest, главного героя сопровождают новые персонажи, отсутствующие в игре.
Сюжет разворачивается вокруг подростка по имени Абель и его подруги Тиалы, которая в свой 16-й день рождения получает таинственный красный камень, способный пробудить могущественного дракона. По легенде если выпить его кровь, то можно стать бессмертным. Об этой силе знает злой демон из царства Эстарк по имени Барамос и нападает на родную деревню Абеля, похитив камень вместе с Тиалой. Абель отправляется в дальнее путешествие, чтобы спасти Тиалу, и получает от старосты деревни голубой камень, способный подавить силу дракона. Абеля сопровождает Моко. Основной сюжет сериала, как и в оригинальной игре, заключается в путешествии главных героев по разным частям света, преодолении квестов и сражении с разными монстрами. Позже к Абелю и Моко присоединяется Янак и Дейзи.

## Роли озвучивали
- Масако Кацуки — Тиара
- Тору Фуруя — Абель
- Кэатон Ямада — Янак
- Такэси Ватабэ — Барамос
- Тосихару Сакураи — Мокомоко
- Юко Мита — Дэйзи
- Тиэ Сато — Абель (в молодости)
- Дайсукэ Гори — Додонга
- Эми Синохара — королева
- Хидэкацу Сибата — волшебник Мор
- Хирохико Кагэкава — Ортега (в молодости)
- Хироси Отакэ — Занак
- Хиротака Судзуоки — Бахарата
- Исаму Танонака — Ёги
- Дзюнко Симаката — Кака
- Кацудзи Мори — Джикито
- Кэндзи Уцуми — Ортега